# Zooomr
A Zooomr egy kép-, video-, fotó-megosztó rendszer a weben. A BlueBridge Technologies Group készítette 2005-ben digitális képek megosztására. 2006-tól nyilvánosan is használható.
Sok tekintetben a szolgáltatás a jól ismert Flickr-en alapszik, de szolgáltatásai eltérnek tőle. 
Jelenleg nincs ismert határa a képmennyiségnek, vagy a lehívható adatmennyiségnek (2007).

## Külső hivatkozások
- http://zooomr.com/